# Lily C.A.T.
Lily CAT es una película de anime de ciencia ficción y terror de 1987 escrita y dirigida por Hisayuki Toriumique presenta diseños de monstruos de Yoshitaka Amano y diseños de personajes de Yasuomi Umetsu. Carl Macek produjo una versión en inglés de la película y la distribuyó Streamline Pictures. Tras el cierre de Streamline Pictures, los derechos de distribución fueron obtenidos por Discotek Media. La película está fuertemente inspirada en Alien de Ridley Scott y en The Thing de John Carpenter.

## Trama
En el siglo XXIII, las empresas están explorando planetas distantes en busca de derechos mineros. La Syncam Corporation está investigando un planeta relativamente nuevo y ha contratado al crucero espacial Saldes para transportar a los topógrafos de la compañía a investigar. Los empleados están formados por Jiro Takagi de la división japonesa, Dick Berry de la división australiana, la hija del presidente Nancy, Farrah Van Dorothy, Morgan W. Scott, Jimmy y el Dr. Harris Mead, mientras que la tripulación está formada por el capitán Mike Hamilton, su los subordinados Dular, Walt y Carolyn, y los mecánicos Guy y Watts. Además, Nancy ha traído a su gata, Lily, a bordo. El barco permite a sus pasajeros entrar en hipersueño durante 20 años y envejecer biológicamente sólo un mes. Durante el viaje, el ordenador de la nave detecta restos que vuelan por el espacio y recoge una muestra, lo que hace que la materia extraterrestre se suelte en la nave mientras la tripulación y los investigadores están en sueño criogénico. Al despertar, la tripulación descubre que dos de los topógrafos son impostores, pero surge un problema mayor cuando Morgan es encontrado muerto a causa de una misteriosa infección. El Dr. Mead, Lily, Guy y Watts también mueren a causa de lo que parece ser una infección bacteriana, que disuelve los cuerpos de sus víctimas, pero deja sus ropas intactas. Durante esto, Berry intenta descubrir quiénes son los impostores comprobando sus antecedentes.

La bacteria evoluciona rápidamente hacia una forma de vida hostil capaz de imitar la forma de sus víctimas humanas y mata a Dorothy en la enfermería. Los controles de la computadora también son invadidos por una entidad desconocida, lo que resulta en la muerte de Dular y Walt. De vuelta en la enfermería, se revela que Jiro y Berry son los impostores cuando Jiro da una explicación sobre las bacterias; Jiro es un estudiante de medicina que asesinó a tres traficantes de drogas a quienes responsabilizaba de la muerte de su hermana por sobredosis y Berry es un detective decidido a arrestarlo. Berry esposa a Jiro, aunque Hamilton le advierte que debido a que han pasado décadas desde los asesinatos, nadie más está interesado en que Jiro sea llevado ante la justicia.
Los supervivientes pronto se enfrentan a la bacteria, lo que provoca que Berry resulte herido por el retroceso de su escopeta. Hamilton y Jimmy crean lanzallamas para combatir las bacterias, aunque Jimmy y Carolyn mueren rápidamente. Hamilton logra sobrevivir y descubre que hay una réplica robótica del gato de Nancy conocido como "El Maestro" o Lily-C. AT, un robot tecnológico computarizado con forma de animal, es el encargado de hacerse cargo de la nave. Luego se da cuenta de que Syncam quería estudiar las bacterias sin preocuparse por las vidas de la tripulación humana. Mientras tanto, Berry le guarda rencor a Jiro porque los asesinatos impidieron que la policía cerrara la red de narcotraficantes del traficante y le costaron un ascenso. Hamilton, Jiro, Nancy y Berry huyen al puente principal, donde Berry muere a causa de la infección. En un ataque de derrotismo, Jiro intenta suicidarse, hasta que Hamilton revela una lanzadera que guardaba. Hamilton procede a destruir la nave dejando escapar el hidrógeno y encendiendo un encendedor, mientras Jiro y Nancy escapan al planeta debajo de ellos; las bacterias restantes se queman en la atmósfera.

## Elenco
| Personaje                     | versión japonesa   | versión inglesa  |
| ----------------------------- | ------------------ | ---------------- |
| Capitán Mike Hamilton         | Osamu Saka         | Mike Reynolds    |
| Jiro Takagi                   | Hiroyuki Okita     | Bob Bergen       |
| Nancy Strauch                 | Masako Katsuki     | Julie Maddalena  |
| Berry                         | Chikao Ōtsuka      | Gregorio Snegoff |
| Farrah Van Dorothy            | Eiko Yamada        | JC Henning       |
| Dülar Delcassé                | Hiroshi Ohtake     | Steve Kramer     |
| Golpe de Gott Walt            | Hideyuki Tanaka    | Richard Cansino  |
| Guy Alcuino                   | Kozo Shioya        | Caso Russell     |
| Wat Tyler                     | Shigeru Chiba      | Kerrigan Mahan   |
| Morgan W. Scott               | Tesshō Genda       | Steve Bulen      |
| Carolina                      | Yoshiko Sakakibara | Iona Morris      |
| Dr. Harris Mead               | Mahito Tsujimura   | Pozos de Clifton |
| Jimmy Mengel                  | Ryōichi Tanaka     | Michael Sorich   |
| Gerente de personal de Syncam | Masashi Hirose     | Tom Wyner        |